# 게리 글러버
존 게리 글러버(John Gary Glover, 1976년 12월 3일 ~ )는 전 메이저 리그 마이애미 말린스의 투수였다. 1994년 메이저 리그 베이스볼 토론토 블루 제이스에 15차 지명으로 입단, 프로 경력을 시작했다. 이후 토론토 블루 제이스, 시카고 화이트 삭스, 로스앤젤레스 에인절스 오브 애너하임, 탬파베이 레이스 등 여러 팀을 전전했으며, 일본 프로 야구 요미우리 자이언츠에서 활약한 바 있다. 2009년 6월 KBO 리그 SK 와이번스와 계약하였다.

## 경력

### 미국

#### 토론토 블루 제이스
플로리다주 딜랜드 고등학교를 졸업한 직후 토론토 블루 제이스에 15차 지명으로 발탁되었다. 이후 1994년부터 1995년까지 블루 제이스 산하 루키 리그 걸프 코스트 블루 제이스, 1996년 메디신 핫 블루 제이스에서 3년 동안 선발 투수로 뛰었다. 메디신 햇에서 3승 12패 7.75 평균자책점을 기록하는 등 성적은 신통치 않았다. 1997년 싱글 에이 헤이거스톤 선즈로 승격되었고 평균자책점을 3.73까지 낮추었다. 그러나 28경기 선발 출장하여 6승만을 올렸다. 1998년 토론토는 그를 하이 에이 더니든 블루 제이스로 올렸으며, 글러버는 이 해 7승 6패 4.28 평균자책점을 기록하였다.
1998년 시즌 말미에 이르러 토론토는 글러버를 더블 에이 녹스빌 스모키스로 올렸으나 글러버는 승격 후 곧 부진에 빠졌고 승 없이 5패에 평균자책점 6.75를 기록했다. 이듬해 1999년에는 부진에서 탈출, 8승 2패에 남부 리그 올스타 팀에 뽑혔으며 시즌 중반 트리플 에이 시러큐스 스카이치프스로 승격했다. 시러큐스에서 4승 6패 5.19 평균자책점을 기록했으며 시즌이 끝날 무렵 9월 30일 클리블랜드 인디언스와의 경기에 출장, 메이저 리그 무대를 처음으로 밟았다. 1이닝 무실점을 기록했으나 팀은 이 날 9대 2로 졌다.
이듬해 2000년 글러버는 메이저 로스터에 들지 못했으며, 다시 트리플 에이로 강등되었고 녹스빌에서 9승 9패 5.02 평균자책점을 기록했다. 11월 7일 토론토는 글러버를 시카고 화이트삭스의 좌완 투수 스캇 아이어와 맞트레이드했다.

#### 시카고 화이트 삭스
2000~2001년 겨울 기간 중 베네수엘라 윈터 리그에서 뛰었다. 이 기간 이전 스카이치프스에서 함께 뛰었던 동료 존 베일 (현 히로시마)과 함께 산탄총을 가진 강도에게 강탈당했으나, 글러버는 흔들림 없이 윈터 리그를 마무리했다. 글러버는 2001년 메이저 리그 개막 명단에 포함되었으며, 4월 11일 클리블랜드 인디언스전에서 선발 투수 짐 파케이의 구원 등판역으로 나와 16 타자를 범타 처리하여 빅리그 첫 승을 따냈다. 불안정한 5월을 보낸 뒤 화이트삭스는 글러버를 트리플 에이 샬럿 나이츠로 내렸으나 글러버는 6경기에 등판하여 1.88 평균자책점을 기록하며 훌륭한 투구를 선보였고 여기에 힘입어 6월 중순 다시 빅리그로 복귀했다. 7월 27일 갑작스럽게 트레이드된 제임스 볼드윈을 대신하여 메이저 무대에서 클리블랜드 인디언스를 상대로 최초로 선발 투수로 등판하였다. 이 경기에서 3과 1/3이닝을 소화하며 안타 2개를 허용했고, 승패는 기록하지 못했다. 2001 시즌 46경기에 출장(11경기 선발), 5승 5패 4.93 평균자책점을 기록했다.
2002 시즌 개막 전 그가 화이트삭스의 개막 선발진에 합류할 것이라는 예상이 있었으나, 개막 로스터에는 불펜 투수로 등록되었다. 불펜에서 선발로 전환, 6월 세 번째 주까지 1.15의 평균자책점을 기록하였으나, 이후 선발 보직 평균자책점이 6점대를 넘는 부진한 모습을 보였다. 2002년 선발로 22경기 출장했으나 시카고 감독 제리 매뉴얼은 그를 9월 중순 불펜으로 돌렸고 2003년에도 그를 불펜으로 기용하겠다는 뜻을 밝혔다. 글러버는 감독의 결정에 동의했으나 선발진으로 돌아가고 싶다는 희망을 피력했다. 2002년 글러버는 7승 8패 5.20 평균자책점을 기록했다.
글러버는 2003년 시즌 개막일에 화이트삭스 소속이었으나 7월 말까지 고작 24번 출장하는 데 그쳤다. 7월 30일 화이트삭스는 글러버를 마이너 리거 스캇 던, 팀 비트너와 함께 묶어 애너하임 에인절스의 베테랑 투수 스캇 션와이즈와 트레이드했다.

#### 로스엔젤레스 에인절스 오브 애너하임
글러버는 에인절스 유니폼을 입고 트레이드된 해 18번 등판, 1승 무패 5.00 평균자책점을 기록했고 투구 이닝은 화이트삭스 시절과 비슷한 수준이었다. 시즌이 끝나갈 무렵 에인절스는 그를 솔트 레이크 스팅거스로 내려보냈다. 12월 글러버는 방출을 통보받았으며, 시카고 컵스와 마이너 리그 계약을 맺었다.

#### 마이너 리그
2004년 개막 시점에서 글러버는 부상자 명단에 들어간 마이크 렘링저의 빈 자리를 채울 후보였으나 춘계 훈련동안 최악의 성적을 기록, 개막일을 트리플 에이 아이오와 컵스에서 맞았다. 아이오와에서 20번 등판(1회 구원 등판 포함)하여 3승 2패 7.93 평균자책점을 기록했다. 계약 조건에 따라 글러버는 컵스에서 방출되어 미네소타 트윈스 산하 로체스터 레드 윙즈와 계약했다. 윙즈에서도 악전고투는 이어졌으며 평균자책점 8.44로 부진, 7월 중순 맷 게리어 영입과 함께 방출되었다. 글러버는 여러 독립 리그 팀과의 계약을 알아보고 있었는데, 7월 25일 밀워키 브루어스가 그에게 계약을 제시했다.

#### 밀워키 브루어스
글러버는 밀워키 브루어스 산하 트리플 에이 인디애나폴리스 인디언스에 합류했고 제구력을 회복, 3승 3패 3.98 평균자책점을 기록했다. 마이너 리그 시즌 종료 시점에서 브루어스는 글러버를 메이저 리그로 승격시켰고, 글러버는 2003년 말 이래 처음으로 메이저 무대를 다시 밟게 되었다. 글러버는 4경기에 등판(3경기 선발), 2승 1패 3.50 평균자책점을 기록했다. 2005년 춘계 훈련 기간 글러버는 훌륭한 성적을 거뒀고 밀워키는 그를 빅리그 5선발로 등록했다. 글러버는 메이저에서 아홉 번 등판하여 3승 3패를 기록했으나 5월 말 웨스 오버뮬러에게 선발 자리를 내주었다. 브루어스 감독 네드 요스트는 오버뮬러가 너무 잘 던졌기 때문에 글러버가 괜찮은 활약을 했음에도 불구하고 보직을 내주게 했다고 밝혔다. 보직 변경은 성공적이지 못했다. 오버뮬러는 두 경기에 선발 등판하여 불안한 모습을 보였으며, 글러버는 중간계투로 나와 난타당하고 6월 초 백업 포수 훌리오 모스케라의 승격과 동시에 트리플 에이 내시빌 사운즈로 강등되었다.
내시빌에서 글러버는 16경기 등판, 6승 4패 3.03 평균자책점을 기록하였고 브루어스는 9월 오버뮬러를 트리플 에이로 강등시키고 글러버를 빅리그로 승격시켰다. 2005년 마지막 선발 경기에서 신시내티 레즈를 상대로 7이닝 무실점으로 잘 던지고 팀의 2대 0 승리를 이끌었으며 삼진은 커리어 하이인 10개를 잡았다. 이 승리를 포함하여 브루어스는 80승 79패를 기록했고, 시즌을 81승 81패로 마감하여 1992년 이래 처음으로 팀 승률 5할 이상을 기록하였다. 11월 30일 브루어스는 글러버를 방출했으며, 글러버는 일본 프로 야구로 눈을 돌려 요미우리 자이언츠와 계약을 맺었다.

### 일본
요미우리 자이언츠 소속 선발 투수로 2006년 전 시즌을 소화했으며, 그 해 5승 7패 4.97 평균자책점을 기록했다. 전반기에는 부진했으나 후반기 안정된 투구 내용을 보여 선발 로테이션의 한 축을 담당했다. 그는 일본 언론과의 인터뷰에서 "요미우리가 훌륭한 팀임을 실감하며, 요미우리의 일원임이 행운이라고 느낀다."라는 의사를 밝혔다. 요미우리 자이언츠는 그를 7일 간격 로테이션에 맞춰 선발 등판시켰고 이 때문에 매주 일요일마다 등판, 일본 팬들로부터 '미스터 선데이'라는 별명을 얻었다. 시즌 종료 후 요미우리 자이언츠는 구단 사정에 따라 글러버와의 재계약을 포기했다. 글러버는 미국으로 복귀, 탬파베이 레이스와 마이너 리그 계약을 맺었다.

### 메이저 리그 재입성

#### 탬파베이 레이스
글러버는 탬파베이와 계약을 맺었는데 여기에는 여러 이유가 있었다. 스스로 미국에 돌아가고 싶어했으며, 오프시즌 그가 거주하는 집과 탬파베이 구장이 가까웠고, 일본에서의 1년간 경험으로 메이저에서 뛸 준비가 되었다고 생각했기 때문이다. 중간 계투로 시즌을 시작, 전반기 좋은 계투 능력을 지녔음을 인정받았다. 7월 30일 보스턴 레드삭스전에서 일곱 타자를 상대로 50개의 공을 던져 깔끔하게 막아 팀의 5대 2 승리에 기여했다. 2007년 글러버는 6승 5패 4.89 평균자책점, 2세이브의 기록을 남겼다.
2008년 시즌 개막 후 어깨 건염 및 왼쪽 장딴지 부상을 당했다. 7월 29일 레이스는 글러버에게 전력외 통보를 내렸다. 8월 2일 레이스는 글러버를 방출했다.

#### 디트로이트 타이거스
2008년 8월 9일 디트로이트 타이거스 산하 트리플 에이 톨레도 머드 헨스와 계약을 맺었다. 타이거스는 8월 17일 부상자 명단에 들어간 토드 존스 대신 글러버를 메이저로 올렸다. 8월 18일 선발 케니 로저스를 구원, 타이거스 소속으로 메이저 마운드에 처음으로 올랐고 3이닝을 던져 삼진 1개를 잡았다.
2008년 그의 기록은 1승 1패 4.43 평균자책점이었다. 글러버는 10월 30일 자유계약선수 신분이 되었다.

#### 워싱턴 내셔널스
2009년 1월 글러버는 워싱턴 내셔널스 산하 마이너 리그와 계약을 맺었다. 내셔널스 2009년 춘계 훈련에 참가했으나 3월 31일 마이너 리그로 복귀했다. 글러버는 예전에 뛰었던 트리플 에이 시라큐스 치프스에 합류했다. 다만 9년 전과 달리 치프스는 토론토 산하에서 워싱턴 산하로 소속이 바뀌어 있었다. 팀은 마이크 맥도걸의 자리를 만들어 주기 위해 글러버를 5월 9일 방출했다.

#### 플로리다 말린스
2009년 5월 26일 글러버는 플로리다 말린스와 마이너 리그 계약을 맺었다.

### 마이애미 말린스
2011년 SK 와이번스에서 방출된 후 2012년 1월 20일 마이애미 말린스와 마이너 리그 계약을 맺었다.

### 대한민국
2009년 6월 21일 글러버는 KBO 리그 SK 와이번스와 계약했다. SK는 부진한 좌완 용병 크리스 니코스키를 웨이버 공시하고 빈 자리를 대신할 선수로 글러버를 지목, 계약을 체결했다. 글러버는 계약 후 "팀의 세 번째 우승에 기여하고 싶다."라는 소감을 밝혔다.
팀의 중요한 선발 자원으로 매 경기 좋은 피칭을 했다. 특히 팀이 어려움에 빠졌을 때 1선발 역할을 톡톡히 해냈고, 중간 불펜과 마무리로 나오기도 하였다. 불펜으로 나올 때는 약간 성적이 좋지 않아 포스트 시즌 때는 선발로만 출장하였다. 2009 시즌 막판 팀의 19연승에 중요한 역할을 했다. 기존에 가지고 있던 직구-슬라이더-커브 외에 한국으로 와서 구질을 하나 추가했는데 그것이 포크볼이다. 제구력이 뛰어나고 한국에서 장착한 포크볼, 다른 변화구, 직구를 경기마다 적절하게 섞어 던진다.
SK 와이번스 팬들 사이에서 '글느님'(글러버와 하느님의 합성어), '네잎글러버'(행운을 상징하는 클로버에서 유래)이라는 별명으로 불린다.
2009년 12월 17일, SK 와이번스는 글러버와 계약금 7만 5000달러, 연봉 30만달러 (총액 37만 5000달러)에 1년 재계약을 하였다.
2010 시즌에 글러버는 초반부터 부상으로 인한 부진이 지속되어 시즌 후반에 2군에 내려가 있었다가, 2010년 한국시리즈 출전 선수 명단에 편입되어 4차전에 선발로 나서 4이닝을 무실점으로 막으며 SK의 우승에 기여했다. 그러나 SK 와이번스에서 안 좋아서 퇴출하려고 했지만 카도쿠라 켄이 무릎 부상으로 재계약을 포기에서 글러버는 SK에서 남게 되었다. 그러나 2011년에 방출당했다.

## 통산 기록
| 연 도          | 소 속          | 나 이          | 승 리 | 패 전 | 승 률 | 평 자 책 | 출 장 | 선 발 | 완 투 | 완 봉 | 세 이 브 | 홀 드 | 이 닝 | 피 안 타 | 피 홈 런 | 볼 넷 | 고 4 | 탈 삼 진 | 몸 맞 | 보 크 | 폭 투 | 실 점 | 자 책 | 타 자 수 | W H I P |
| -------------- | -------------- | -------------- | ----- | ----- | ----- | -------- | ----- | ----- | ----- | ----- | -------- | ----- | ----- | -------- | -------- | ----- | ---- | -------- | ----- | ----- | ----- | ----- | ----- | -------- | ------- |
| 1999           | TOR            | 23             | 0     | 0     | ----  | 0.00     | 1     | 0     | 0     | 0     | 0        | 0     | 1.0   | 0        | 0        | 1     | 0    | 0        | 0     | 0     | 0     | 0     | 0     | 3        | 1.00    |
| 2001           | CHW            | 25             | 5     | 5     | .500  | 4.93     | 46    | 11    | 0     | 0     | 0        | 7     | 100.1 | 98       | 16       | 32    | 3    | 63       | 4     | 0     | 4     | 61    | 55    | 429      | 1.30    |
| 2002           | CHW            | 26             | 7     | 8     | .467  | 5.20     | 41    | 22    | 0     | 0     | 1        | 2     | 138.1 | 136      | 21       | 52    | 1    | 70       | 7     | 0     | 6     | 86    | 80    | 604      | 1.36    |
| 2003           | CHW            | 27             | 1     | 0     | 1.000 | 4.54     | 24    | 0     | 0     | 0     | 0        | 1     | 35.2  | 43       | 3        | 14    | 2    | 23       | 2     | 0     | 1     | 18    | 18    | 160      | 1.60    |
| 2003           | ANA            | 27             | 1     | 0     | 1.000 | 5.00     | 18    | 0     | 0     | 0     | 0        | 0     | 27.0  | 34       | 3        | 8     | 1    | 14       | 1     | 0     | 1     | 15    | 15    | 119      | 1.56    |
| 03합           | ANA            | 27             | 2     | 0     | 1.000 | 4.74     | 42    | 0     | 0     | 0     | 0        | 1     | 62.2  | 77       | 6        | 22    | 3    | 37       | 3     | 0     | 2     | 33    | 33    | 279      | 1.58    |
| 2004           | MIL            | 28             | 2     | 1     | .667  | 3.50     | 4     | 3     | 0     | 0     | 0        | 0     | 18.0  | 18       | 2        | 8     | 1    | 8        | 2     | 0     | 1     | 9     | 7     | 82       | 1.44    |
| 2005           | MIL            | 29             | 5     | 4     | .556  | 5.57     | 15    | 11    | 0     | 0     | 0        | 0     | 64.2  | 74       | 10       | 20    | 0    | 58       | 2     | 0     | 3     | 41    | 40    | 284      | 1.45    |
| 2006           | 요미우리       | 30             | 5     | 7     | .417  | 4.97     | 20    | 18    | 0     | 0     | 0        | 0     | 96.0  | 125      | 13       | 23    | 0    | 63       | 2     | 1     | 5     | 58    | 53    | 422      | 1.54    |
| 2007           | TBD            | 31             | 6     | 5     | .545  | 4.89     | 67    | 0     | 0     | 0     | 2        | 11    | 77.1  | 87       | 12       | 27    | 3    | 51       | 1     | 0     | 2     | 44    | 42    | 334      | 1.47    |
| 2008           | TBR            | 32             | 1     | 2     | .333  | 5.82     | 29    | 0     | 0     | 0     | 0        | 2     | 34.0  | 42       | 3        | 18    | 5    | 22       | 1     | 0     | 4     | 22    | 22    | 160      | 1.77    |
| 2008           | DET            | 32             | 1     | 1     | .500  | 4.43     | 18    | 0     | 0     | 0     | 0        | 3     | 20.1  | 22       | 4        | 4     | 1    | 15       | 1     | 0     | 0     | 11    | 10    | 86       | 1.28    |
| 08합           | DET            | 32             | 2     | 3     | .400  | 5.30     | 47    | 0     | 0     | 0     | 0        | 5     | 54.1  | 64       | 7        | 22    | 6    | 37       | 2     | 0     | 4     | 33    | 32    | 246      | 1.58    |
| 2009           | SK             | 33             | 9     | 3     | .750  | 1.96     | 20    | 16    | 0     | 0     | 1        | 0     | 105.2 | 87       | 6        | 26    | 1    | 90       | 2     | 0     | 8     | 32    | 23    | 427      | 1.07    |
| 2010           | SK             | 34             | 6     | 8     | .429  | 5.66     | 22    | 22    | 0     | 0     | 0        | 0     | 105.0 | 113      | 18       | 50    | 1    | 85       | 5     | 1     | 7     | 71    | 66    | 471      | 1.55    |
| 2011           | SK             | 35             | 7     | 6     | .538  | 4.24     | 24    | 24    | 0     | 0     | 0        | 0     | 121.0 | 115      | 11       | 41    | 0    | 122      | 9     | 0     | 9     | 65    | 57    | 518      | 1.29    |
| MLB 통산 : 8년 | MLB 통산 : 8년 | MLB 통산 : 8년 | 29    | 26    | .527  | 5.03     | 263   | 47    | 0     | 0     | 3        | 26    | 516.2 | 554      | 74       | 184   | 17   | 324      | 21    | 0     | 22    | 307   | 289   | 2261     | 1.43    |
| NPB 통산 : 1년 | NPB 통산 : 1년 | NPB 통산 : 1년 | 5     | 7     | .417  | 4.97     | 20    | 18    | 0     | 0     | 0        | 0     | 96.0  | 125      | 13       | 23    | 0    | 63       | 2     | 1     | 5     | 58    | 53    | 422      | 1.54    |
| KBO 통산 : 3년 | KBO 통산 : 3년 | KBO 통산 : 3년 | 22    | 17    | .564  | 3.96     | 66    | 62    | 0     | 0     | 1        | 0     | 331.2 | 315      | 35       | 117   | 2    | 297      | 16    | 1     | 24    | 168   | 146   | 1416     | 1.30    |